# Origins (album d'Eluveitie)
Pour les articles homonymes, voir Origins.
Albums de Eluveitie
Helvetios
(2012)
Origins est le sixième album studio du groupe de folk metal suisse Eluveitie. Cet album est sorti le 1er août 2014 en Europe. La date de sortie de l'album coïncide avec la Fête nationale suisse.
Il contient seize titres.
Un clip vidéo a été réalisé pour le titre The Call Of The  Mountains ainsi que "King" .
L'album est tourné autour du thème de dieux et légendes fondatrices celtes (Celtos, Sucellos...) , ou de faits historiques tellement anciens que leur véracité relève de la légende (King...).

## Liste des titres
| No  | Titre                     | Durée |
| --- | ------------------------- | ----- |
| 1.  | Origins                   | 2:13  |
| 2.  | The Nameless              | 4:12  |
| 3.  | From Darkness             | 4:11  |
| 4.  | Celtos                    | 3:57  |
| 5.  | Virunus                   | 4:51  |
| 6.  | Nothing                   | 0:57  |
| 7.  | The Call Of The Mountains | 4:14  |
| 8.  | Sucellos                  | 5:05  |
| 9.  | Inception                 | 3:46  |
| 10. | Vianna                    | 3:36  |
| 11. | The Silver Sister         | 4:15  |
| 12. | King                      | 4:33  |
| 13. | The Day Of Strife         | 3:49  |
| 14. | Ogmios                    | 0:29  |
| 15. | Carry The Torch           | 4:37  |
| 16. | Eternity                  | 2:34  |